# Bintou Keita
Bintou Keita (1958) es una funcionaria de Naciones Unidas guineana experta en paz, seguridad, desarrollo y derechos humanos en situaciones de conflicto y postconflicto. También ha trabajado en la incorporación de las mujeres en las misiones internacionales de mantenimiento de la paz. El 14 de enero de 2021 fue nombrada Representante Especial del Secretario General de la ONU en la República Democrática del Congo y jefa de la Misión de las Naciones Unidas en la República Democrática del Congo (MONUSCO) que asumirá en febrero de 2021 sustituyendo a Leila Zerrougui.

## Trayectoria
Su padre es militar y creció, explica en una entrevista, escuchando historias sobre cómo el compromiso militar entre varios países puede ser una cuestión positiva o puede implicar dificultades. 
Estudió Administración de negocios, derecho, gestión en economía social en la Universidad Paris II (1979-1983) tiene una maestría en este tema y un posgrado en administración y gestión de empresas de la Universidad de París IX, (1983-1984).  Se incorporó a las Naciones Unidas en 1989 donde ha trabajado en varias agencias: UNICEF y PNUD.
Durante más de 18 años asumió varias funciones directivas y de alta dirección en el Fondo de las Naciones Unidas para la Infancia (UNICEF) en Chad, Congo, Madagascar, Cabo Verde, Ruanda, Burundi y los Estados Unidos de 1989 a 2007. Posteriormente, de 2007 a 2010, fue Representante Ejecutiva Adjunta del Secretario General de la Oficina Integrada de las Naciones Unidas en Burundi. También ha trabajado con el Programa de las Naciones Unidas para el Desarrollo (PNUD) y la Agencia Canadiense de Desarrollo Internacional en Guinea.
De 2014 a 2015 gestionó la Crisis del Ébola en Sierra Leona, y fue jefa de Gabinete y directora de Operaciones de la Misión de las Naciones Unidas para la Respuesta de Emergencia al Ébola. En 2015, se incorporó como Representante Especial Adjunta Conjunta en la Operación Híbrida de la Unión Africana y las Naciones Unidas en Darfur (UNAMID).
El 18 de septiembre de 2017 fue nombrada asistenta del Secretario General Antonio Guterres para Misiones de Paz y enero de 2019 subsecretaria general de la ONU para África en misiones de paz de la ONU.
El 14 de enero de 2021 fue nombrada Representante Especial del Secretario General de la ONU en la República Democrática del Congo y Jefa de la Misión de las Naciones Unidas en la República Democrática del Congo (MONUSCO), sustituyendo a Leila Zerrougui tras el final de su mandato en febrero. La MONUSCO cuenta con unos 15 000 cascos azules con un presupuesto anual de más de un millar de dólares y siendo la misión con mayor número de efectivos y presupuesto de las misiones de Naciones Unidas.